# Кушей, Мартин
Мартин Кушей (нем. Martin Kušej, 14 мая 1961 (64 года), Вольфсберг, Австрия) — австрийский театральный и оперный режиссёр. До 2019 года был художественным руководителем Национального театра Баварии (Резиденц-театра) в Мюнхене, в настоящее время является директором Бургтеатра в Вене. Член Немецкой академии исполнительских искусств. По версии немецкого журнала Focus, Кушей является одним из 10 наиболее влиятельных режиссёров, появившихся в немецкоязычном мире в XX веке.

## Биография
Родился в федеральной земле Каринтия на юге Австрии в семье со словенскими корнями. В 1979—1982 годах учился в Грацском университете, изучал немецкий язык, литературу и физическую культуру. Затем поступил в Университет музыки и театра Граца и получил диплом магистра по специальности «театральная режиссура». Выпускной спектакль — пьеса Дэвида Бретта «Ультрамарин» (1984), тема дипломной работы — Роберт Уилсон (1985).
После прохождения альтернативной гражданской службы в 1986 году стал ассистентом режиссёра в городском театре Зальцбурга, откуда перешёл на аналогичную должность в Национальном театре Словении в Любляне.
С 1990 года работает как приглашенный режиссёр в театрах Словении, Австрии, Италии и Германии. Совместно с австрийским сценографом Мартином Цеетгрубером и драматургом Сильвией Брандль (нем. Sylvia Brandl) в 1989 году основал независимую творческую группу под названием «Мой друг Мартин» (нем. Mein Freund Martin) и осуществил ряд постановок на различных международных фестивалях. Одной из их работ была постановка пьесы «Franz Falsch F Falsch Dein Falsch Nichts Mehr Stille Tiefer Wald» по мотивам произведений Франца Кафки.
В сезоне 1993-1994 Кушей занимает должность штатного режиссёра Государственного театра Штутгарта. Получает премию Гертруды Эйзольдт для молодых режиссёров за оригинальную постановку пьесы Шиллера «Коварство и любовь», которая была показана в этом же сезоне и в городском театре Клагенфурта (Австрия) и вызвала грандиозный скандал: публика покидала зал в первые же минуты спектакля.
В 1996 году Кушей дебютирует как оперный режиссёр, поставив в Штутгарте оперу Генри Перселла «Король Артур». После этого он ставит оперы в театрах Штутгарта, Вероны, Цюриха, Берлина, Мюнхена, Вены, Амстердама, а также на Зальцбургском фестивале, работает в Бургтеатре Вены и театре Талия в Гамбурге.
В 1999 году Кушей показал «Сказки венского леса» Эдёна фон Хорвата на фестивале «Театральные встречи» в Берлине (нем. Berliner Theatertreffen). В период с 2004 по 2006 Кушей занимает пост художественного руководителя драматического отделения Зальцбургского фестиваля, а в следующем сезоне работает там как приглашенный театральный и оперный режиссёр. С 2011 года Кушей является художественным руководителем Национального театра Баварии в Мюнхене.
С мая по октябрь 2013 года Кушей был приглашён в качестве преподавателя режиссуры на Семинар Макса Райнхардта в Вене (Институт театра и театральной режиссуры при Венском университете музыки и исполнительского искусства).
3 ноября 2014 года прошла премьера оперы Моцарта «Идоменей» в Королевском оперном театре Ковент-Гарден. Спектакль вызвал неоднозначную реакцию и был освистан.
В июле 2015 года Мартин Кушей поставил зингшпиль Моцарта «Похищение из сераля» на фестивале оперной и классической музыки в Экс-ан-Провансе, частично изменив текст диалогов и сделав сюжет зингшпиля более остро-социальным — до такой степени, что, по требованию интенданта фестиваля Бернара Фоккруля (Bernard Foccroule), в спектакле были внесены коррективы, которые сам Фоккруль назвал "не цензурой, но проявлением зрелости": на чёрном флаге, напоминающем флаг ИГИЛ, были закрашены арабские надписи (он стал полностью чёрным), а в финале вместо отрубленных голов четверых героев приносят окровавленные тряпицы. Несмотря на такие изменения, запланированная интернет-трансляция на сайте OperaPlatform была отменена. Телетрансляция на канале Arte также была отменена без объяснения причин. Известно, что компания BelAir проводила съемку спектакля. Также был отменен показ постановки на Музыкальном фестивале в Бремене. В 2017 году спектакль был показан в болонском Театро Коммунале (Муниципальный театр Болоньи) и театре Реджо Эмилия.
Творчеству Мартина Кушея посвящена книга Г. Диеса «Gegenheimat: das Theater des Martin Kušej».

## Награды
- 1993: Приз за режиссуру Курта Хюбнера[нем.] Немецкой академии исполнительских искусств[нем.] за спектакль «Коварство и любовь»[16]
- 1999: Приз за инновации компании 3sat за постановку «Сказок Венского леса».[17]
- 2006: Театральная премия Нестроя в номинации «Лучшая постановка на немецком языке» за спектакль «Панический страх».[18]
- 2009: Театральная премия Нестроя в номинации «Лучший режиссёр» за спектакль «Дьяволица».[18]
- 2012: Немецкая театральная премия DER FAUST[нем.] за лучшую режиссуру за спектакль «Горькие слезы Петры фон Кант».[19]
- 2013: Культурная премия федеральной земли Коринтия.[20]

## Постановки
- Давид Бретт: «Ультрамарин» (нем. Ultramarin, 1984, Грац) — дипломный спектакль в бывшем ресторане Wilder Mann
- Карл Шёнхерр: «Оно» (нем. Es, 1987, Драматический театр Граца)
- Курт Франц: «Юдифь» (нем. Judith, 1987, Театр Клагенфуртский ансамбль)
- Хайнер Мюллер: «Загаженный берег. Материалы о Медее. Пейзаж с аргонавтами» (нем. Verkommenes Ufer / Medeamaterial / Landschaft mit Argonauten, 1987, Театр Глей, Любляна)
- Мартин Кушей: «Язык. Время. Встреча» («Язык. Время. Коллизия») (нем. Sprache / Zeit / Begegnung, 1987, Дом конгрессов, Филлах)
- Ханс Магнус Энценсбергер: «Гибель „Титаника“» (нем. Der Untergang der Titanic, 1988, Драматический театр Граца)
- Гертруда Стайн: «Игра» (англ. Play, 1988, компания K-Werk, Грац)
- Штефан Шютц[нем.]: «Фрагмент о Клейсте» (нем. Kleistfragment, 1988, Театр Глей, Любляна)
- Гюнтер Янковяк[нем.], Ингрид Олрогге: «Ниппес и Штулле ставят „Принца-лягушку“» (нем. Nippes und Stulle spielen Froschkönig, 1989, учебная сцена, Филлах)
- Эдён фон Хорват: «Вера. Любовь. Надежда» (нем. Glaube Liebe Hoffnung, 1990, Национальный театр Словении, Любляна; 2002, Городской театр, Вена)
- Компания «Мой друг Мартин»: «Смерть» (нем. Tode, 1990, Грац, экспериментальное пространство — три передвижных транспортных контейнера)
- Хайнер Мюллер: «Филоктет» (нем. Philoktet , 1990, Театр имени Юры Зойфера (ныне «Театр на Шпиттельберге»), Вена)
- Компания «Мой друг Мартин»: «Передвижное Небо» («Изменчивое небо») (нем. Mobiler Himmel, 1990, Фестиваль «Штирийская осень», Грац)
- «Как обстоят дела» — монтаж из пьес Эрнста Яндля «Гуманисты» и Арнольта Броннена[нем.] «Штурмовики» (нем. Wie es ist, 1990, Театр Клагенфуртский ансамбль)
- Петер Розай[нем.] «Дни короля» (нем. Tage des Königs, 1991, Драматический театр Граца)
- «Скандал по Цанкару» (по пьесе Ивана Цанкара «Скандал в долине Св. Флориана») (нем. Pohujšanje nach Cankar, 1991, Словенский молодёжный театр[словен.], Любляна)
- Франц Грильпарцер: «Сон — жизнь» (нем. Der Traum ein Leben, 1992, Драматический театр Граца)
- «Франц Фальшь Ф Фальшь Тишина Таинственный лес» по текстам Франца Кафки (нем. Franz Falsch F Falsch Dein Falsch Nichts Mehr Stille Tiefer Wald 1992, Чивидале, фестиваль Mittelfest)
- Томас Штриттматтер[нем.]: «Блуждающие огоньки ведут за собой» (нем. Irrlichter – Schrittmacher, 1992, Баварский государственный драматический театр, новая сцена для современной драматургии Мюнхен (на Марсталл)[нем.])
- Фридрих Шиллер: «Коварство и любовь» (1993, Городской театр, Клагенфурт)
- Христиан Дитрих Граббе: «Герцог Готландский» (нем. Herzog Theodor von Gothland, 1993, Городской театр, Штутгарт)
- «Kill Pig Devil Passion Finish God» — фрагменты из пьес Брета Истона Эллиса, Лотара Тролле[нем.] и др. (англ. Kill Pig Devil Passion Finish God, 1994, совместная постановка Драматического театра и Балета Граца с Венской неделей танца)
- «Угол улицы. Городок. Сюжет» — по текстам Ханса Хенни Янна (нем. Strassenecke. Ein Ort. Eine Handlung, 1994, Городской театр, Штутгарт)
- Генрих Клейст: «Принц Фридрих Гомбургский» (нем. Prinz Friedrich von Homburg, 1994, Немецкий драматический театр, Гамбург)
- Эдён фон Хорват: «Неизвестная утопленница, найденная в Сене» (нем. Die Unbekannte aus der Seine, 1995, Городской театр, Штутгарт)
- Иоганн Вольфганг Гёте: «Клавиго» (1995, Городской театр, Штутгарт)
- Уильям Шекспир: «Ричард III» (1996, Театр Фольксбюне на площади Розы Люксембург, Берлин)
- Софокл: «Эдип» (1997, Городской театр, Штутгарт)
- Вильгельмина фон Хиллерн: «Валли-коршун» (нем. Die Geier-Wally 1997, Городской театр, Штутгарт)
- Эдён фон Хорват: «Сказки венского леса» (нем. Geschichten aus dem Wiener Wald, 1998, Театр «Талия», Гамбург)
- Сара Кейн «Чистые» (англ. Gesäubert1999, Городской театр, Штутгарт)
- Франц Грильпарцер «Горе лжецу» (нем. Weh dem, der lügt!, 1999, Городской театр, Вена)
- Август Стриндберг: «Соната призраков» (2000, Театр «Талия», Гамбург и Городской театр, Клагенфурт)
- «Хоть убей („Разум“ Шницлера)» — по Артуру Шницлеру, (2000, Грац, в соавторстве с Йохеном Денном)
- Уильям Шекспир: «Гамлет» (2000, Зальцбургский фестиваль, Городской театр, Штутгарт)
- Карл Шонхерр «Вера и отечество» (нем. Glaube und Heimat, 2001, Городской театр, Вена)
- Кристофер Марло: «Эдуард II» (2001, Театр «Талия», Гамбург)
- Альберт Остермайер[нем.]: «На песке» (нем. Auf Sand, 2003, Театр «Талия», Гамбург)
- Жорж Фейдо: «Блоха в ухе» (нем. Floh im Ohr2004, Городской театр, Клагенфурт совместно с театром «Талия», Гамбург)
- Франц Грильпарцер: «Величие и падение короля Оттокара» (нем. König Ottokars Glück und Ende , 2005, Зальцбургский фестиваль и Городской театр Вены)
- Эдён фон Хорват: «У всех на виду» (нем. Zur schönen Aussicht2006, Драматический театр, Гамбург)
- Иоганн Непомук Нестрой «Панический страх» (нем. Höllenangst, 2006, Городской театр, Зальцбург совместно с Городским театром, Вена)
- Эжен Лабиш: «Копилка[фр.]» (нем. Das Sparschwein, 2006, Национальный театр Словении, Любляна)
- Георг Бюхнер: «Войцек» (2007, Национальный театр Баварии (Резиденц-театр), Мюнхен)
- Карл Шонхерр: «Дьяволица» (2008, Городской театр, Вена)[22]
- Генрик Ибсен: «Строитель Сольнес» (2009, Немецкий драматический театр, Гамбург)[23]
- Тео ван Гог, Теодор Хольман[англ.]: «Интервью[нем.]» (2009, Театр «Ноймаркт», Цюрих)[24]
- Роланд Шиммельпфенниг[нем.]: «Пегги Пикит видит лик Божий» (нем. Peggy Pickit sieht das Gesicht Gottes, 2010, Немецкий театр, Берлин)[25]
- Артур Шницлер: «Далекая страна», (2010, Национальный театр Баварии (Резиденц-театр), Мюнхен)[26]
- Райнер Вернер Фассбиндер: «Горькие слёзы Петры фон Кант» (2012, Баварский государственный драматический театр, Мюнхен (театр на Марсталл)). Спектакль удостоился премии DER FAUST за лучшую режиссуру[19]
- Генрик Ибсен: Гедда Габлер (2012, Национальный театр Баварии (Резиденц-театр), Мюнхен)[27]
- Дэвид Мэмет: «Анархистка» (2013, Национальный театр Баварии (Резиденц-театр), Мюнхен)[28]
- Мирослав Крлежа: «В агонии» (2013, Фолькстеатр, Вена, фестиваль «Венская театральная неделя»)[29]
- Эдвард Олби: «Кто боится Вирджинии Вулф» (2014, Национальный театр Баварии (Резиденц-театр), Мюнхен)[30]
- Иоганн Вольфганг Гёте: «Фауст» (2014, Национальный театр Баварии (Резиденц-театр), Мюнхен)[31]
- Мартин Шперр[нем.]: «Сцены охоты в Баварии[нем.]» (2015, Мюнхенский камерный театр[нем.])[32]
- Эжен Лабиш: «Я» (нем. ICH ICH ICH, 2015, Национальный театр Баварии (Резиденц-театр), Мюнхен)[33]

- Генри Пёрселл: «Король Артур» (1996, Государственный театр, Штутгарт)
- Людвиг ван Бетховен: «Фиделио» (1998, Государственная опера, Штутгарт)
- Луиджи Ноно: «Под жарким солнцем любви» (фр. Al gran sole carico d’amore, 1998, Государственная опера, Штутгарт)
- Рихард Штраус: «Саломея» (1999, Оперный театр, Грац; 2000, Филармонический театр, Верона)
- Гаэтано Доницетти: «Театральные порядки и беспорядки» (2001, Государственная опера, Штутгарт; 2011, оперный театр, Цюрих)
- Гаэтано Доницетти: «Сумасшедшие по заказу» (2001, Государственная опера, Штутгарт)
- Франц Шрекер: «Меченые» (нем. Die Gezeichneten, 2002, Государственная опера, Штутгарт)
- Вольфганг Амадей Моцарт: «Дон Жуан» (2002, Зальцбургский фестиваль; возобновления: 2003, 2006)
- Георг Фридрих Гендель: «Юлий Цезарь» (2003, Государственная опера, Штутгарт)
- Вольфганг Амадей Моцарт: «Милосердие Тита» (2003, Зальцбургский фестиваль; возобновление: 2006)
- Рихард Штраус: «Электра» (2003, Оперный театр, Цюрих)
- Жорж Бизе: «Кармен» (2004, Государственный оперный театр «Унтер ден линден», Берлин)
- Джузеппе Верди: «Отелло» (2005, Государственная опера, Штутгарт)
- Дмитрий Шостакович: «Леди Макбет Мценского уезда» (2006, Нидерландская опера, Амстердам)
- Вольфганг Амадей Моцарт: «Волшебная флейта» (2007, Оперный театр, Цюрих)
- Роберт Шуман: «Геновева» (2008, Оперный театр, Цюрих)
- Джузеппе Верди: «Макбет» (2008, Баварская государственная опера, Мюнхен; возобновление: 2012)[34]
- Игорь Стравинский: «Похождения повесы» (2009, Театр «Ан дер Вин», Вена и Оперный театр, Цюрих)[35]
- Рихард Вагнер: «Летучий голландец» (2010, Нидерландский оперный театр, Амстердам)[36]
- Антонин Дворжак: «Русалка» (2010, Баварская государственная опера, Мюнхен)[37]
- Джузеппе Верди: «Сила судьбы» (2013, Баварская государственная опера, Мюнхен)[38]
- Вольфганг Амадей Моцарт: «Идоменей» (2014, Ковент Гарден, Лондон; затем Лионская Опера)[7]
- Вольфганг Амадей Моцарт: «Похищение из сераля» (2015, Фестиваль в Экс-ан-Провансе[9])

## Видеозаписи
Драматический театр
- Weh dem, dem lügt! - Edition Burgtheater, 1999[39]
- Glaube und Heimat - Edition Burgtheater, 2001[40]
- Höllenangst - Edition Burgtheater, 2006[41]
- König Ottokars Glück und Ende - Arthaus Musik, 2008[42]
- Der Weibsteufel - Edition Burgtheater, 2009[43]

Опера
- Elektra (Цюрихская опера) - TDK, 2005[44]
- Don Giovanni (Зальцбургский фестиваль) - Decca Classics, 2006[45]
- La clemenza di Tito (Зальцбургский фестиваль) - TDK, 2006[46]
- Lady Macbeth Of Mtsensk (Нидерландская опера) - Opus Arte, 2006[47]
- Die Zauberflöte (Цюрихская опера) - Deutsche Grammophon, 2007[48]
- Genoveva - Arthaus Musik, 2008[49]
- Der fliegende Holländer - Opus Arte, 2011[36]
- Rusalka - Unitel Classica, 2011[37]

## Видеотрансляции
Телевидение
- Fidelio - Südwest3, 29 марта 1998[50]
- Carmen -  ZDF/Arte, 2006[51]
- La forza del destino - Arte, 28 июля 2014[52]

Интернет
- Macbeth - Staatsoper.TV - Bayerische Staatsoper, 11 мая 2013
- La forza del destino - Staatsoper.TV - Bayerische Staatsoper, 28 декабря 2013[38]